# Pseudaclytia umbrica
Pseudaclytia umbrica är en fjärilsart som beskrevs av Druce 1898. Pseudaclytia umbrica ingår i släktet Pseudaclytia och familjen björnspinnare. Inga underarter finns listade i Catalogue of Life.